# Pardinamys humahuaquensis
Pardinamys humahuaquensis (Ortiz, Jayat & Steppan, 2012) è un roditore estinto della famiglia dei Cricetidi, unica specie del genere Pardinamys (Ortiz, Jayat & Steppan, 2012), vissuto in Argentina.

## Descrizione
Questa specie è conosciuta soltanto attraverso delle parti della mandibola rinvenute in depositi risalenti al tardo Pliocene nella provincia settentrionale argentina di Jujuy.